# Melanie Joy
Melanie Joy (1966. szeptember 2. –) amerikai szociálpszichológus és vegán aktivista, a karnizmus fogalom megalkotója. A Massachusetts Boston Egyetem pszichológia és szociológia professzora. Publikált könyvei: a Strategic Action for Animals és a Miért szeretjük a kutyákat, esszük meg a disznókat és viseljük a teheneket?.

## Előzmények
23 évesen a Harvard Egyetemen tanult, amikor kórházba került egy Campylobacterrel fertőzött hamburger miatt. Ennek következtében vegetáriánus, majd vegán étrendre váltott.
Egy 2013-as interjúban elmagyarázta, hogy doktori kutatása kezdetben az erőszak és diszkrimináció pszichoszociológiájára összpontosított, de ez később eltolódott a húsevés pszichológiájának kérdésköre felé. Az interjúalanyok között az irracionális és inkonzisztens gondolkodás mintázatát érzékelte, amiből arra következtetett, hogy a hússal kapcsolatos attitűdök tükrözik a már megszerzett előítéleteket. Ez az elképzelés lett alapja sok későbbi munkájának.

## A karnizmus elmélete
Joy 2001-ben, a Satya-ban publikált egy cikket a karnizmusról, ami kezdetben kevés figyelmet kapott. A karnizmus gondolata 2009-ben újra megjelenik Miért szeretjük a kutyákat, esszük meg a disznókat és viseljük a teheneket? című könyvében. Az ötletei befolyásolták a későbbi tanulmányokat, amik húsparadoxon – az állatokkal szembeni általános hozzáállás nyilvánvaló következetlensége, hogy az emberek bizonyos állatok iránti szeretetüket fejezik ki, miközben más állatok húsát éppen eszik – és az ezzel járó kognitív disszonancia néven váltak ismertté.

## Aktivizmus
2010-ben megalapította a nonprofit Carnism Awareness & Action Network (CAAN) – Karnizmus Tudatosság & Cselekvés Hálózat – nonprofit érdekképviseleti csoportot, ezt később átnevezte: Beyond Carnism – Karnizmuson Túl. Jelenleg a Beyond Carnism elnöke.
Alapítványa nyilvános beszélgetéseket, médiakampányokat, aktivista tréningeket szervez, oktatóvideókat készít elsősorban az Egyesült Államokban és Németországban. Igyekszik felhívni a figyelmet a karnizmusra és népszerűsíti a vegán szemléletet.

## Magyarul
- Miért szeretjük a kutyákat, esszük meg a disznókat és viseljük a teheneket? Bevezetés a karnizmusba. A hitrendszer, amely lehetővé teszi, hogy bizonyos állatokat megegyünk, másokat pedig ne; Angyali Menedék, Bp., 2018

## Fordítás
- Ez a szócikk részben vagy egészben  a   Melanie Joy című angol Wikipédia-szócikk ezen változatának fordításán alapul.  Az eredeti cikk szerkesztőit annak laptörténete sorolja fel. Ez a jelzés csupán a megfogalmazás eredetét és a szerzői jogokat jelzi, nem szolgál a cikkben szereplő információk forrásmegjelöléseként.